# Begues
Begues è un comune spagnolo di 4 697 abitanti situato nella comunità autonoma della Catalogna.